# Playboy Records
Playboy Records is een voormalig in Los Angeles gevestigd platenlabel dat onderdeel was van het Playboyconcern. 

## Geschiedenis
Om het merk Playboy verder uit te bouwen besloot Hugh Heffner begin jaren zeventig een eigen platenlabel op te richten. Naast eigen materiaal trad Playboy ook op als distributeur voor het label Beserkley Records dat voornamelijk muziek uitbracht van powerpop acts zoals The Modern Lovers en The Greg Kihn Band. Playboy gaf ook de enige volledige liveconcertopname van Lead Belly uit van een opname uit 1949, dat kort voor zijn dood was opgenomen.
De grootste hit van het label was Hamilton Joe Frank & Reynolds' "Fallin' In Love", dat in 1975 bovenaan de hitlijsten stond. Al Wilson had een grote hit in 1976 met "I've Got A Feeling". 
Nadat het label in 1978 opgehouden was te bestaan, nam Elektra Records de distributierechten over totdat dat label in 1984 werd opgeheven. Playboy Records werd in 2001 nieuw leven ingeblazen als jazzlabel dat door Concord Records werd gedistribueerd. Sony Music The Legacy beheert de Playboy Records catalogus uit de jaren zeventig van de vorige eeuw.

## Artiesten
De bekendste artiesten wier werk uitgegeven werd door Playboy Records:
| Artiest                        |
| ------------------------------ |
| ABBA                           |
| Al Wilson                      |
| Barbi Benton                   |
| Blue Ash                       |
| Bobby Taylor & the Vancouvers  |
| The Weapons of Peace           |
| Brenda Patterson               |
| Jeanne French                  |
| Hamilton, Joe Frank & Reynolds |
| Ivory                          |
| Greg Kihn                      |
| The Rubinoos                   |
| Wynn Stewart                   |
| Mickey Gilley                  |
| Joey Stec                      |
| Hudson Brothers                |
| Jim Sullivan                   |
| Lead Belly                     |

### ABBA
In de periode 1972-1973 had Playboy Records de licentie van het Zweedse Polar Music in handen om de Amerikaanse singlereleases van de aanstaande internationale supersterren van ABBA te verzorgen. Polar/ABBA manager Stig Anderson verweet het gebrek aan succes in de Verenigde Staten van hun eerste single, "People Need Love", echter aan de beperkte distributiemiddelen van Playboy Records omdat ze niet in staat waren om te voldoen aan de vraag van retailers en radioprogrammeurs. Polar veranderde van distributeur toen ABBA in 1974 het Eurovisiesongfestival won.